# Ceratina nigrolabiata
Ceratina nigrolabiata ist eine Biene aus der Familie der Apidae.

## Merkmale
Die Bienen haben eine Körperlänge von 6 bis 7 Millimetern. Der Körper der Weibchen ist metallisch blau bis blaugrün gefärbt. Der Kopf und Thorax sind teilweise, die Sternite ganz schwarz. Die Schienen (Tibien) sind basal weiß gefleckt. Die basale Hälfte des Labrums ist nahezu unpunktiert. Das Stirnschildchen hat glänzende Zwischenräume, die größer als mehrere Punkte sind. Das sechste Tergit besitzt häufig keinen gut erkennbaren Längsgrat. Die Männchen sind den Weibchen ähnlich, haben jedoch eine weiß gefleckte Stirnplatte. Das siebte Tergit ist eingesattelt und am Ende eingekerbt und hat zwei stumpfe Spitzen sowie an den Seitenrändern mittig ein Zähnchen. 

## Vorkommen und Lebensweise
Die Art ist in Südeuropa und von Österreich östlich bis in die Ukraine, die Türkei und Israel verbreitet. Die Tiere fliegen von Anfang März bis zumindest Ende Juli, vermutlich aber auch bis in den Herbst. Die wärmeliebende Art sammelt Pollen an verschiedenen Pflanzenfamilien. Welche Kuckucksbienen die Art parasitieren, ist nicht bekannt. 

## Belege
Felix Amiet, M. Herrmann, A. Müller, R. Neumeyer: Fauna Helvetica 20: Apidae 5. Centre Suisse de Cartographie de la Faune, 2007, ISBN 978-2-88414-032-4.